# StoneToss
StoneToss es el seudónimo de un caricaturista político estadounidense que publica un webcómic con el mismo nombre. Lanzado en junio de 2017, el cómic promueve puntos de vista racistas, sexistas, transfóbicos, homofóbicos y antisemitas, incluida la negación del Holocausto.
En marzo de 2024, después de que un grupo antifascista publicara materiales que afirmaban haber revelado su identidad, StoneToss buscó ayuda del propietario de Twitter, Elon Musk. Luego Twitter suspendió a varios usuarios que incluyeron el supuesto nombre real de StoneToss en sus tuits y modificó su política de privacidad para prohibir la divulgación de los nombres reales de otros. Críticos interpretaron la medida como una prueba del trato preferencial de Musk hacia los neonazis, los antisemitas y los supremacistas blancos.

## Descripción general
StoneToss estrenó la serie de caricaturas homónima en su sitio web en julio de 2017. También publica las caricaturas en Twitter. Ha mantenido su identidad en secreto y se ha descrito a sí mismo como un «dibujante independiente» y un «artista NFT».
El autor, descrito por periodistas y otros críticos como un creador neonazi, dicen que adopta un enfoque criptonazi no abierto para canalizar y normalizar los puntos de vista neonazis con referencia a eventos de tendencia o dinámicas sociales. Entre las diversas ideas extremas transmitidas, el antisemitismo es un elemento pronunciado, con una caricatura que tiene como tema el deicidio judío, y varias otras que incluyen silbatos para perros que niegan el Holocausto. Los webcómics también incluyen tropos sexistas, y algunos usan el suicidio entre personas transgénero como remate. Visualmente, el webcómic consiste en dibujos lineales simples y coloridos.
El webcómic tiene una popularidad sustancial en las comunidades en línea de derecha, habiendo recibido millones de visitas en Twitter. Reddit y Discord prohibieron sus respectivas comunidades oficiales de StoneToss en 2019. StoneToss también fue prohibido en sitios web de tokens no fungibles, incluido OpenSea. En Facebook e Instagram, a 2021, algunas de las caricaturas fueron publicadas por el autor en versiones muy pixeladas para evitar que infringieran las políticas de esas plataformas.
Tanto las comunidades en línea de derecha como de izquierda comparten e interactúan con las caricaturas de StoneToss, lo que hace que ganen mayor visibilidad. Los subreddits han adaptado el trabajo de StoneToss para sus propios fines, remixándolos en memes, comúnmente titulados «stonetossedit» o «stonetoss is a nazi». En particular, los usuarios de Internet de izquierda han intentado apropiarse de ellos, añadiendo capas de ironía; sin embargo, la subversión de su mensaje no es fácilmente comprendida por la mayoría de la gente. Por el contrario, en círculos de derecha en línea, las caricaturas a veces han sido republicadas, no como memes en el sentido habitual, sino como publicaciones regulares que los usuarios encuentran identificables y con cuyo mensaje están de acuerdo.

## Presunta revelación de identidad
En marzo de 2024, Anonymous Comrades Collective y Late-Night Anti-Fascists afirmaron haber revelado la identidad de StoneToss utilizando información filtrada de Gab, un sitio web de redes sociales con una base de usuarios de extrema derecha. Según el material que publicaron, se trata de un exguardia de seguridad y profesional de TI de Texas. El grupo afirmó que el autor también había creado el webcómic RedPanels, descrito por el Southern Poverty Law Center como un cómic neonazi.
StoneToss negó ser neonazi y buscó protección del propietario de Twitter, Elon Musk, a través de personas que tuvieron contactos con él. Esto fue seguido por una controversia después de que Twitter suspendió a varios usuarios que publicaron el supuesto nombre real del autor, incluyendo a la abogada de derechos civiles y activista de los derechos de las personas transgénero Alejandra Caraballo, quien había tuiteado y cambiado su nombre de usuario con el efecto de maximizar la visibilidad de la información revelada. La respuesta de Twitter creó un ejemplo del efecto Streisand, amplificando la difusión de la información. El episodio fue seguido por renovadas preocupaciones sobre la moderación de contenido en Twitter bajo el mando de Musk, especialmente con respecto al contenido que promueve ideas de extrema derecha.
Después de unos días, Twitter modificó su política de privacidad (que en ese momento excluía expresamente los nombres reales de lo que consideraba información privada) para prohibir la divulgación de los nombres reales de otros. Antes del cambio, la falta de una regla de este tipo hacía posible que las cuentas de derecha atacaran a las personas LGBTQ publicando su información privada, y los críticos de la administración de Twitter bajo el mando de Musk habían expresado su preocupación de que el sitio estaba sancionando a los usuarios que desafían el extremismo en la plataforma mientras permitía a quienes publicaban dicho contenido seguir haciéndolo. Tras el cambio de política, los críticos lo citaron como un ejemplo adicional de cómo la plataforma bajo el mando de Musk protege a ese último grupo de usuarios. Meses después, Black Enterprise citó la controversia como un ejemplo de los acontecimientos relacionados con las preocupaciones sobre la moderación de Twitter que precedieron a la decisión del Banco Mundial de retirar su publicidad de la plataforma.